# Bluefin-21
Bluefin-21 (рус. «голубой тунец») — автономный беспилотный подводный аппарат, разработанный американской компанией Bluefin Robotics. Предназначен для поисково-спасательных операций, морского мониторинга, научных исследований. Широко применялся в апреле 2014 года для поиска обломков пропавшего пассажирского авиалайнера Boeing 777 авиакомпании Malaysia Airlines.

## Конструкция
Подводный аппарат Bluefin-21 имеет торпедовидную форму и модульную конструкцию. Это позволяет без затруднений менять модули с различной полезной нагрузкой и аккумуляторными батареями. Мобильность системы позволяет привлекать аппарат для срочных и удалённых операций. Bluefin-21 предназначен для поисково-спасательных работ, морского мониторинга, научных исследований, морской археологии, поиска мин и неразорвавшихся боеприпасов.
Bluefin-21 питается от девяти литий-полимерных батарей ёмкостью 1,5 киловатт-часа каждая (5,4 МДж). Аппарат может достичь максимальной скорости в 8,3 км/ч, время автономной работы 25 часов. Навигационные системы Bluefin-21 обеспечивают точность навигации в 0,1 % от пройденного расстояния. В процессе работы аппарат издает сигналы из гидролокатора бокового обзора, получая обратно сигнал, дающий представление о карте морского дна.

### Полезная нагрузка и навигация
Полезная геофизическая нагрузка аппарата представлена многолучевым эхолотом Reson 7125, гидролокатором бокового обзора EdgeTech 2200-M и акустическим профилографом EdgeTech DW2-16. Может оснащаться чёрно-белой видеокамерой Prosilica.
Bluefin-21 оборудован инерциальной навигационной системой  Kearfott Custom KN-6053, волоконнооптическим гирокомпасом.

## Применение
В апреле 2014 года Bluefin-21 использовался для поиска обломков пропавшего авиалайнера Boeing 777 авиакомпании Malaysia Airlines на юге Индийского океана. С помощью Bluefin-21 было исследовано 340 квадратных миль морского дна в месте предполагаемого крушения рейса 370 (территория сопоставима с площадью острова Доминика в Карибском море), однако никаких следов пропавшего авиалайнера не было обнаружено. В своём пятом погружении достиг рекордной глубины 4695 метров. Bluefin-21 выполнил 25 погружений в течение 21 дня, проведя под водой 370 часов.

## Технические характеристики
- Длина: 4,93 м
- Диаметр: 533 мм
- Вес (сухой): 750 кг
- Максимальная скорость: 8,3 км/ч
- Автономность: 25 ч
- Глубина погружения: 4500 м
- Энергообеспечение 9 × литий-полимерные батареи по 1,5 кВт⋅ч
- Потребляемая энергия: 13.5 кВт⋅ч (49 МДж)